# Психология на несъзнаваното
Психология на несъзнаваното (на английски: Psychology of the Unconscious) е ранна важна книга на Карл Густав Юнг, публикувана под заглавието (на немски: Wandlungen und Symbole der Libido) през 1912 г. Английският превод е направен от Беатрис Хинкъл и се появява през 1916 г. под пълното заглавие „Психология на несъзнаваното: изследване на трансформациите и символизмите на либидото, принос към историята на развитието на мисленето“. На български език книгата е издадена от издателство ЕА през 2007 г. под името „Символи на промяната“ (ISBN 954-450-146-0).
Юнг публикува ревизирана версия на работата през 1952 г. като „Символи на промяната“ (Събрани произведения Vol.5 ISBN 0-691-01815-4).
Книгата илюстрира теоретичните отклонения между Юнг и Фройд относно природата на либидото и публикацията и води до прекъсване на приятелството между двамата като и Фройд, и Юнг твърдят, че другия не може да допусне, че може да е сгрешил.